# Confalonieri (famiglia)
La Casata dei Confalonieri fu una storica famiglia patrizia di Milano, iscritta tra le famiglie capitaneali e attiva dalla fine dell'Alto Medioevo fino all'estinzione della linea comitale nel 1957. 
Il cognome, condiviso da altre famiglie italiane, deriva dall'antico titolo municipale di confaloniero (vessillifero), ma non vi sono legami genealogici con i Confalonieri di Piacenza o altri nuclei omonimi.

## Storia

### Origini
Il casato è attestato a Milano già nel IX secolo. L'arcivescovo Ansperto (†881), che resse la diocesi tra l'868 e l'881, viene talvolta indicato come appartenente alla famiglia. A lui si devono la fondazione della chiesa di San Pietro ad Agliate e importanti riforme del clero ambrosiano.

### XIII–XIV secolo
Nel XIII secolo, un membro della famiglia fu implicato nell'assassinio dell'inquisitore Pietro da Verona (1252), episodio centrale nella repressione dei movimenti ereticali. Nei decenni successivi, i Confalonieri si schierarono con Ottone Visconti contro i Della Torre, consolidando la propria posizione politica.
Durante il XIV secolo, la famiglia fu attiva nella curia arcivescovile di Milano, nei collegi notarili e nel patriziato cittadino. È inserita tra le famiglie capitaneali riconosciute dalle istituzioni civiche.

### XV–XVI secolo
Nel XV secolo, i Confalonieri consolidarono la loro presenza fondiaria nel contado, in particolare nei territori di Cassano d'Adda, Gorgonzola e Colnago. A partire da questo periodo, la famiglia stabilì un legame duraturo con l'area della Brianza e del contado di Monza, dove mantenne feudi e residenze rurali. 
Nel 1492 Francesco Confalonieri fu investito del giuspatronato della cappella di San Giacomo presso San Nazaro in Brolo. 
Nel Cinquecento, sotto la dominazione spagnola, membri del casato ricoprirono incarichi nella Regia Camera e nel Senato di Milano.

### XVII secolo
Nel 1648, Federico Confalonieri ottenne dal governo spagnolo il titolo di conte e l'investitura formale della signoria di Colnago, località all'epoca compresa nel territorio della pieve di Trezzo, tra Monza e Bergamo. Il figlio Gerolamo fu insignito dell'Ordine dei Santi Maurizio e Lazzaro e promosse la costruzione di un oratorio privato presso la villa di famiglia.

### XVIII secolo
Durante il XVIII secolo, Eugenio Confalonieri (1727–1771) e Vitaliano Confalonieri (1760–1840) contribuirono alla gestione del patrimonio e alla rappresentanza del casato. L'alleanza matrimoniale con i Cusani originò il ramo Cusani Confalonieri, che mantenne un ruolo centrale nel patriziato lombardo.
Tra i suoi membri, Giuseppe Maria Cusani Confalonieri (1732–1803) fu presidente del Senato di Milano e consigliere imperiale a Vienna. Altri membri furono attivi nelle magistrature, nel corpo diplomatico e nelle milizie asburgiche.

### XIX secolo

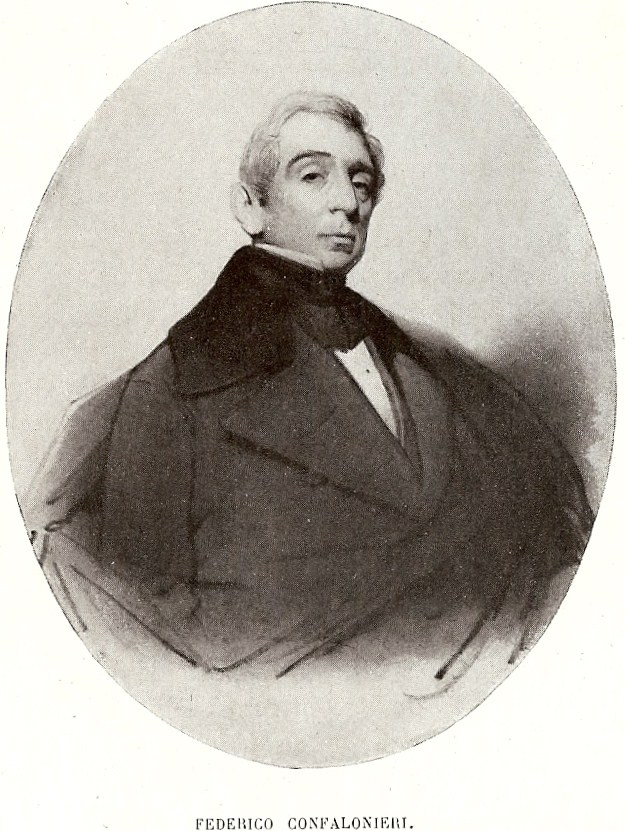
Federico Confalonieri

Nel corso del XIX secolo, Federico Confalonieri (1785–1846), V conte, fu uno dei protagonisti del liberalismo lombardo e dei moti costituzionali del 1821. Arrestato per cospirazione, fu condannato allo Spielberg e in seguito esiliato a Parigi e Bruxelles.
Il titolo passò poi al fratellastro Luigi Confalonieri (1805–1885), VI conte, che lo trasmise al figlio Eugenio Confalonieri (1850–1916), VII conte. Durante il secolo, la famiglia mantenne proprietà a Milano e nel territorio della Brianza, in particolare a Colnago, dove si trovava la villa comitale.

### Estinzione
Alla morte di Eugenio Confalonieri nel 1916, il titolo fu ereditato dalla figlia Margherita Confalonieri (1887–1957), che fu VIII contessa e ultima titolare della signoria di Colnago. Sposò il conte Alberico Barbiano di Belgiojoso. Con la sua morte si estinse la linea comitale.

## Conti Confalonieri, signori di Colnago (1681–1957)
- Federico Confalonieri (1645–1721), I conte, I signore di Colnago
- Ansperto Confalonieri (1683–1760), II conte, II signore di Colnago
- Eugenio Confalonieri (1727–1771), III conte, III signore di Colnago
- Vitaliano Confalonieri (1760–1840), IV conte, IV signore di Colnago
- Federico Confalonieri (1785–1846), V conte, V signore di Colnago
- Luigi Confalonieri (1805–1885), VI conte, VI signore di Colnago
- Eugenio Confalonieri (1850–1916), VII conte, VII signore di Colnago
- Margherita Confalonieri (1887–1957), VIII contessa, VIII signora di Colnago

Casata estinta